# Alexis Arquette

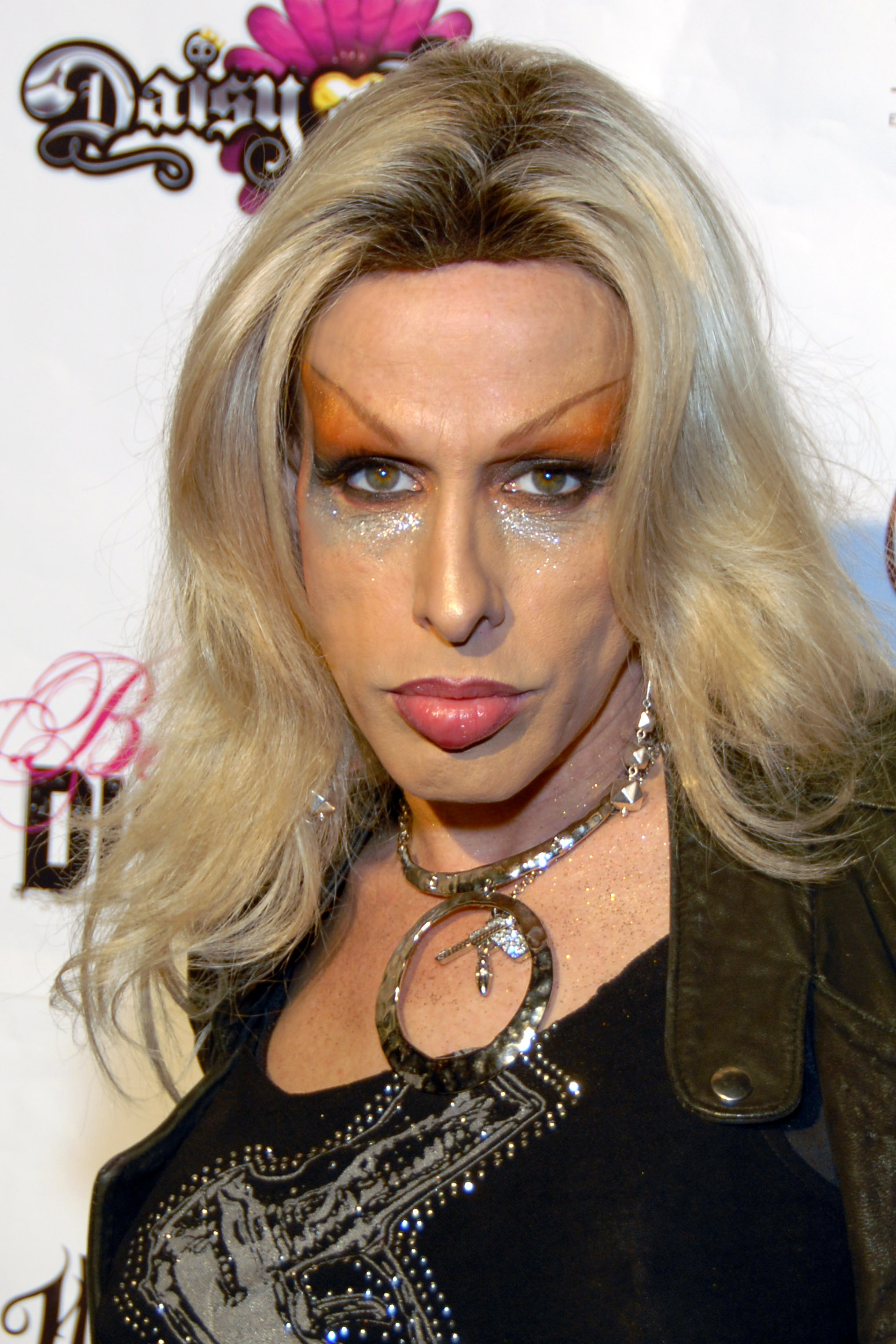
Alexis Arquette (2009)

Alexis Arquette (* 28. Juli 1969 in Los Angeles, Kalifornien als Robert Arquette; † 11. September 2016 in Beverly Hills, Kalifornien) war eine US-amerikanische Sängerin und Schauspielerin. 

## Leben
Alexis Arquette wurde in Los Angeles geboren. Ihre Eltern waren Brenda Olivia-Nowak, eine Schauspielerin und -lehrerin, Poetin und Therapeutin, und Lewis Arquette, ein Schauspieler und Regisseur. Ihre Geschwister sind die Schauspieler David, Rosanna, Patricia und Richmond Arquette. Ihr Großvater väterlicherseits, Cliff Arquette (1905–1974), war ein bekannter Fernsehkomiker.
Arquette entschied sich bereits in jungen Jahren, als Frau zu leben, wobei sie auch unter dem Namen Eva Destruction auftrat. Dies wurde zunächst als Travestie wahrgenommen, später aber machte sie öffentlich, dass sie sich selbst immer als Frau gesehen habe, künftig als Frau leben und sich einer geschlechtsangleichenden Operation unterziehen wolle.
Erstmals zu sehen war Arquette 1982 im Musikvideo She’s a Beauty der Rockband The Tubes aus San Francisco. Weniger bekannt als ihre Geschwister Patricia, David und Rosanna, wirkte Alexis später meist in Low-Budget- oder Independent-Produktionen mit. Dies ist zum Teil auf ihr Filmdebüt als transgeschlechtliche Frau in Letzte Ausfahrt Brooklyn (1989) zurückzuführen, in der sie neben Jennifer Jason Leigh spielte. Alexis Arquette hatte Rollen in etwa 30 weiteren Independentfilmen. Eine Hauptrolle spielte sie im Film Never Met Picasso (1996), für die sie einen Preis des Los Angeles Gay & Lesbian Film Festival (Outfest) gewann.
Darüber hinaus wirkte Alexis Arquette in verschiedenen Mainstream-Filmen mit. Dazu gehörten Nebenrollen in Pulp Fiction, Einsam Zweisam Dreisam, Chucky und seine Braut und eine Rolle als ein fanatischer Anhänger Boy Georges in der Komödie Eine Hochzeit zum Verlieben, in der sie den Song Do You Really Want to Hurt Me? sang. Darüber hinaus spielte sie in ihrer Rolle als Eva Destruction in verschiedenen Low-Budget-Pornofilmen mit. Ebenfalls hatte sie einen Auftritt im Musikvideo She’s Madonna von Robbie Williams. 2006 trat sie in der Serie The Surreal Life auf. Sie erwähnte dort, dass man sie künftig weder als Mann noch als Frau bezeichnen solle, sondern als „a transgendered“ oder mit ihren eigenen Worten als „tranny“. Arquette bezeichnete sich im späteren Teil ihres Erwachsenenlebens als „gender suspicious“.
Ihre letzte Rolle spielte sie 2014 in der Komödie Urlaubsreif. Alexis Arquette starb im September 2016 im Alter von 47 Jahren nach Herzproblemen aufgrund einer AIDS-Erkrankung.

## Filmografie
- 1982: The Tubes – She’s a Beauty (Musikvideo)
- 1989: Letzte Ausfahrt Brooklyn (Last Exit to Brooklyn)
- 1989: Spacecop L.A. (Alien Nation), Fernsehserie
- 1990: Gavre Princip – Himmel unter Steinen
- 1990: High Score
- 1991: The Hollow Boy (Fernsehkurzfilm)
- 1992: Manny und Dan – Leben und Sterben in der Bronx (Jumpin’ at the Boneyard)
- 1992: Die letzte Party (Terminal Bliss)
- 1992: Von Mäusen und Menschen (Of Mice and Men)
- 1992: Miracle Beach – Sonne, Sex und 1000 Träume
- 1993: The Killing Box (Grey Knight)
- 1993: Grief
- 1993: Jack Be Nimble
- 1994: Hölle auf Erden – Der Fall Laurie Kellogg (Lies of the Heart: The Story of Laurie Kellogg) (Fernsehfilm)
- 1994: Einsam Zweisam Dreisam (Threesome)
- 1994: Generation X – Don’t Do It
- 1994: Pulp Fiction
- 1995: Paradise Framed (Kurzfilm)
- 1995: Days of the Pentecost
- 1995: The James Gang (Frank & Jesse)
- 1995: Dead Weekend (Fernsehfilm)
- 1995: Frisk
- 1995: Straße der Rache (White Man’s Burden)
- 1995: Roseanne (Fernsehserie, Folge 8x11)
- 1996: Kiss & Tell
- 1996: Manchmal kommen sie wieder II (Sometimes They Come Back… Again)
- 1996: Was ich Dir noch nie erzählt habe (Cosas que nunca te dije)
- 1996: Never Met Picasso
- 1996: Scream, Teen, Scream (Kurzfilm)
- 1997: Inside Out (Kurzfilm)
- 1997: I Think I Do
- 1997: Im Namen der Ehre (Goodbye America)
- 1997: Close To (Kurzfilm)
- 1998: Love Kills – Nicht nur die Liebe tötet
- 1998: Fool’s Gold
- 1998: Eine Hochzeit zum Verlieben (The Wedding Singer)
- 1998: Cleopatra’s Second Husband
- 1998: Kinder des Zorns 5 – Feld des Terrors (Children of the Corn V: Fields of Terror)
- 1998: Chucky und seine Braut (Bride of Chucky)
- 1999: After Midnight (Tomorrow by Midnight)
- 1999: Eine wie keine (She’s All That)
- 1999: Clubland – Jeder Traum hat seinen Preis
- 1999–2000: Beggars and Choosers (Fernsehserie, 5 Folgen)
- 1999: The Strip (Fernsehserie, 3 Folgen)
- 1999: Eine Nacht in L.A. (Out in Fifty)
- 2000: Piccadilly Pickups
- 2000–2001: Friends (Fernsehserie, Folgen 6x13, 7x22)
- 2000: Felicity (Fernsehserie, Folge 2x17)
- 2000: The Price of Air
- 2000: Boys Life 3
- 2001: The Woman Every Man Wants
- 2001: Xena – Die Kriegerprinzessin (Xena: Warrior Princess, Fernsehserie, Folgen 6x12–6x13)
- 2001: Son of the Beach (Fernsehserie)
- 2001: Audit (Kurzfilm)
- 2002: Der Trip – Eine Liebe auf Umwegen (The Trip)
- 2002: Spun – Leben im Rausch
- 2002: Boxer Shorts (Kurzfilm)
- 2003: Killer Drag Queens on Dope
- 2003: The Movie Hero
- 2003: Wasabi Tuna
- 2005: Dogtown Boys (Lords of Dogtown)
- 2005: Wanted (Fernsehserie)
- 2007: Robbie Williams – She’s Madonna (Musikvideo)
- 2008: Californication (Fernsehserie, Folge 2x02)
- 2010: Here & Now
- 2013: Getting Back to Zero
- 2014: Urlaubsreif (Blended)